# Jack Gillespie
Jack A. Gillespie (1º ottobre 1947) è un ex cestista statunitense, professionista nella ABA.

## Carriera
Venne selezionato dai Los Angeles Lakers al dodicesimo giro del Draft NBA 1969 (166ª scelta assoluta).
Disputò 2 partite con i New York Nets nella stagione ABA 1969-70.